# Aleksandrovo
Aleksandrovo es un pueblo ubicado en la municipalidad de Merošina, en el distrito de Nišava, Serbia.

## Superficie
Posee una superficie de 4,530 kilómetros cuadrados.

## Demografía
Hasta 2011 la población era de 409 habitantes, con una densidad de población de 90,30 habitantes por kilómetro cuadrado.